# 蚱蜢 (动画短片)
蚱蜢（Grasshoppers、Cavallette）是一部由Bruno Bozzetto执导的动画短片，它在短短9分钟内浓缩了整个人类文明，重点讽刺人类对战争的偏好及虚荣心。该片曾经获得第63届奥斯卡金像奖最佳动画短片奖提名。